# 변환 언어
변환 언어(Transformation language, 트랜스포메이션 랭기지)는 특정 형식 언어로 된 입력 텍스트를 특정 목표를 충족하도록 수정된 출력 텍스트로 변환하도록 설계된 컴퓨터 언어이다.
스트라테고/XT, TXL, 톰, DMS, ASF+SDF와 같은 프로그램 변환 시스템은 모두 변환 언어를 주요 구성 요소로 포함한다. 이러한 시스템의 변환 언어는 입력 텍스트의 구조(일반적으로 문법)에 대한 선언적 설명에 따라 작동하며, 다양한 형식 언어와 문서에 적용할 수 있게 한다.
매크로 언어는 메타 언어를 자바, C++, 포트란과 같은 특정 고급 프로그래밍 언어나 저수준 어셈블리어로 변환하는 변환 언어의 일종이다.
모델 기반 개발 기술 공간에는 주어진 메타모델을 따르는 모델을 입력으로 받아 다른 메타모델을 따르는 모델을 출력으로 생성하는 모델 변환 언어 (MTL)가 있다. 이러한 언어의 한 예는 OMG 표준인 QVT이다.
부트스트랩 방식으로 구현된 Lx 계열과 같은 저수준 언어도 있다. L0 언어는 변환 언어용 어셈블러로 간주될 수 있다. 또한 MOLA라고 불리는 Lx 기반의 고수준 그래픽 언어도 있다.
수많은 XML 변환 언어가 있다. 여기에는 트리티움, XSLT, XQuery, STX, FXT, XDuce, CDuce, 하XML, XML람다, 플렉스XML 등이 포함된다.

## 같이 보기
| 개념: - 양방향 변환 - 데이터 컨버전 - 데이터 요소 - 데이터 매핑 - 데이터 이관 - 데이터 트랜스포메이션 - 메타데이터 - 모델 변환 - 그래프 변환 - 개선 (대조) | 언어 및 일반적인 변환: - ATL - AWK (테이블 데이터 변환) - 식별 변환 - QVT - TXL (일반) - XQuery (XML) - XSLT (XML) |